# Huej
Huej (Hui), muslimanski narod u sjeverozapadnoj Kini. Ogranak su islamiziranih Han Kineza nastanjenih u autonomnoj regiji Ningxia, Gansuu, Shaanxiju, Xinjiangu, a ima ih u 2,310 od 2,369 okruga i općina u Kini, kao i u Burmi, Tajlandu, Kirgiziji, Kazahstanu i Mongoliji. 
Hueji su poznati trgovci, mnogi su svoj interes danas pronašli u profitabilnom biznisu te su se mnogi raspršili po cijeloj Kini. Kod ruralnih Hueja najvažniji je uzgoj riže i drugih kultura kao što su pšenica, kukuruz, ječam, kao i uzgoj goveda i nešto ovaca. 
Veoma su religiozni i žive puritanskim životom. Nisu skloni šalama i odbijaju kocku, piće i duhan. Kao muslimani ne jedu svinjsko meso, a ni meso magaraca, konja i mula. Poznati Gaiwan-čaj (označava veoma malenu šalicu s poklopcem), koji se pije u Kini tek nakon dianstije Ming (1368-1644), kod Hueja sadržava uz čaj i mnoge druge dodatke, to su longan (zmajevo oko, plod nekog tropskog drveta iz porodice Sapindaceae, nazivano u engl. jeziku  'dragon's eye'  ili  'eyeball' ), jujube ili žižula, sezam, šećerni bombon i medlar (pripada porodici Rosaceae). 
Hueji su kao muslimani prakticirali poligamiju, uzimajući sebi više žena, što je socijalističkim reformama 1949. stavljeno van zakona, a žena je dobila ista prava kao i muškarac.

## Vanjske poveznice
- Hui of China
- Hui